# عبد الرحيم قنير
عبد الرحيم قنير (مواليد 19 أغسطس 1958، القنيطرة) هو رجل أعمال مغربي ومهندس استشاري مع العديد من الشركات العالمية. كما كان نائبا برلمانيا لجهة القنيطرة.

## مسيرته
في عام 1979، تم تجنيد عبد الرحيم قنير من قبل منظمة الأمم المتحدة (المكتب الوطني للإنتاج الكهربائي)، كمهندس مدني ومدير مشروع للمكتب المركزي بالدار البيضاء. في يونيو 1983، التحق بمكتب الاستشارات والهندسة والتنمية (CID) وهي شركة استشارية دولية.
في عام 1984، التحق قنير بدائرة الدراسات البحرية المغربية حيث كان مسؤولاً عن تطوير محطات الحاويات الجديدة في ميناء الدار البيضاء، بالتعاون مع ميناء لو هافر في فرنسا. كان قنير مسؤولًا أيضًا عن تطوير الخطة الوطنية الرئيسية للموانئ والمرافئ على طول الساحل المغربي، بالتعاون مع شركة الاستشارات (HAECON) في بلجيكا ومجلس الوزراء ألبرتو دياز فريغا، مدير بورتو بانوس مارينا في مربلة، إسبانيا.
في عام 1986، انضم قنير إلى الفريق الاستشاري المسؤول عن تمديد ميناء داكار في السنغال مع المكتب الفرنسي BCEOM. ثم في عام 1988، أسس شركة Anchor Tank Lining Morocco مع شركاء من الولايات المتحدة من ماساتشوستس، وهي شركة متخصصة في الإصلاحات البحرية في ميناء الدار البيضاء.
في عام 1997، تم انتخابه عضوًا في البرلمان من عام 1997 إلى عام 2002. خلال فترة ولايته، قام قنير ببعثات دبلوماسية إلى البرلمان الأوروبي والمجلس الأمريكي في واشنطن العاصمة حيث كان جزءًا من مهمة في البيت الأبيض ومجلس الشيوخ الأمريكي و وزارة الخارجية في تكساس.

## التعليم
في عام 1975، حصل عبد الرحيم قنير على بكالوريوس العلوم في الرياضيات. في عام 1976، التحق بالمدرسة الحسنية للأشغال العمومية حيث حصل على شهادة في الهندسة المدنية. ثم في عام 1992، تخرج من جامعة بوردو مع درجة الدكتوراه في الهندسة البحرية وعلوم البيئة. وفي عام 2001، تخرج من المدرسة الوطنية للطرق والجسور في فرنسا مع ماجستير في إدارة الأعمال.